# Unsolved
Unsolved – amerykański serial telewizyjny (dramat, kryminał antologia)  wyprodukowany przez HemingwayTaylor i Universal Cable Productions, realizowany w formie antologii. Oznacza to, że każda seria jest osobną historią. Serial jest emitowany od 27 lutego 2018 roku przez USA Network

## Fabuła

### Sezon 1:The Murders of Tupac and the Notorious B.I.G(2018)
Seria oparta jest na książce "Murder Rap: The Untold Story of Biggie Smalls & Tupac Shakur Murder Investigations" autorstwa detektywa Grega Kadinga. Skupia się na prowadzeniu śledztwa przez detektywów w sprawie morderstwa dwóch raperów:  Tupaca Shakura oraz Christophera „The Notorious B.I.G” Wallace’a.

## Obsada

### Sezon 1:The Murders of Tupac and the Notorious B.I.G(2018)
- Wavyy Jonez jako Christopher Wallace[2]
- Marcc Rose jako Tupac Shakur[2]
- Josh Duhamel jako detektyw Greg Kading[3]
- Jimmi Simpson jako detektyw Russell Poole[3]
- Bokeem Woodbine jako Daryn Dupree[3]
- Jamie McShane jako detektyw Fred Miller[4]
- Brent Sexton jako detektyw Brian Tyndall[4]
- Luke James jako Sean “Puffy” Combs[5]
- Aisha Hinds jako Voletta Wallace[5]
- LeToya Luckett jako Sharitha Golden[5]

## Odcinki

### Sezon 1:The Murders of Tupac and the Notorious B.I.G (2018)
| #  | Tytuł                  | Reżyseria         | Scenariusz                              | Premiera w USA Network |
| -- | ---------------------- | ----------------- | --------------------------------------- | ---------------------- |
| 1  | Wherever It Leads      | Anthony Hemingway | Kyle Long                               | 27 lutego 2018         |
| 2  | Nobody Talks           | Anthony Hemingway | Kyle Long                               | 6 marca 2018           |
| 3  | The Mack               | Ernest Dickerson  | Denitria Harris-Lawrence                | 13 marca 2018          |
| 4  | Take Your Best Shot    | Anthony Hemingway | Chris Downey                            | 20 marca 2018          |
| 5  | The Art of War         | Kate Woods        | Jameal Turner                           | 27 marca 2018          |
| 6  | East Coast, West Coast | Erica Watson      | Tash Gray                               | 3 kwietnia 2018        |
| 7  | Half the Job           | Darren Grant      | Samir Mehta                             | 10 kwietnia 2018       |
| 8  | Tupac Amaru Shakur     | Anthony Hemingway | Denitria Harris-Lawrence, Jameal Turner | 17 kwietnia 2018       |
| 9  | Christopher            | Kate Woods        | Chris Downey                            | 24 kwietnia 2018       |
| 10 | Unsolved?              | Kate Woods        | Chris Downey                            | 1 maja 2018            |

## Produkcja
W listopadzie 2016 roku, stacja USA Network zamówiła odcinek pilotowy
Pod koniec lutego 2017 roku, poinformowano, że w serialu zagrają: Bokeem Woodbine, Jimmi Simpson i Josh Duhamel

W kolejnym miesiącu do obsady dołączyli: Wavyy Jonez jako Christopher Wallace, Marcc Rose jako Tupac Shakur, Luke James jako Sean “Puffy” Combs, Aisha Hinds jako Voletta Wallacer oraz LeToya Luckett jako Sharitha Goldenr

13 maja 2017 roku, stacja USA Network zamówiła pierwszy sezon serialu
W tym samym miesiącu ogłoszono, że Jamie McShane i  Brent Sexton otrzymali rolę detektywów: Freda Millera, Briana Tyndalla